# 慈善寺 (合艾)
合艾慈善寺（曾被误译为石场寺）或慈善禅寺，是一座位于泰国宋卡府合艾市中心苏帕桑让汕（羅馬化：Supasarnrangsan）路中慈善美食广场附近，深受合艾、马来西亚、新加坡和印度尼西亚佛教徒崇敬的华人寺庙。

## 历史
慈善寺原是合艾男爵金永世珠先生的李州神社。随后，来自湖南的阿赞伟冲大师前往合艾，并在这座神社度过了大斋节，弘扬大乘佛教。随着被恢复建造设施和永久性物体以继续繁荣。金永世珠先生于1963年安排将土地转让给Luang Chin Nguyong以便能建一座神社，供人们瞻仰。泰国华人僧团已授权宗教事务部接收司金永世珠先生的转交。从此被注册为泰国华人僧团的寺庙。慈善寺这个名字带有“Kusala Mettaram”之意。
1971年，阿赞伟冲圆寂。阿赞Maha Chin Thammasatiwat大师（Bodhi Chaeng）任命Luang Chin（对僧侣的尊称） Thamnan Chinpraphat（Yi Ming）担任该寺住持。他传播并教导人们实践正确的行为，直至获得村民广泛的信奉。
后来，金永世珠先生的后代Lamai Chayakul女士捐出这片土地，成为泰国华人僧团的宗教财产。1974年，Luang Chin Thamnan Chinpraphat圆寂。Luang Chin Thammathorn Yen Ban He后来成为该寺新一任的住持。
1988年年尾，合艾市发生特大洪水。慈善寺因此也遭到严重破坏，无法修复。庙委会因此决定将旧庙全部拆除，建造一座新庙。新庙为混凝土建筑物，融合了泰国、中国和西藏艺术的设计，共有4层楼，于1996年奠基建造。
2016年6月12日，当技术人员使用滑轮将拱门提升并移动以将2.3米高的混凝土拱门升高60厘米时，发现上梁塌陷，整个拱门受损。

## 住持
1. 阿赞伟冲大师（พระอาจารย์ว่วยจง）
2. Luang Chin Thamnan Chinpraphat（Yi Ming）（หลวงจีนธรรมนันท์จีนประพัทธ์ (อี่เม้ง)）（1971年至1974年）
3. Luang Chin Thammathorn Yen Ban He（พระอาจารย์จีนธรรมมานุกร (เย็นเฮ้า)） （1974年至今）